# Empreinte radio
Pour les articles homonymes, voir Empreinte.
Une empreinte radio est un moyen d'identifier de manière unique un appareil possédant des composants radio à partir du signal émis. Elle se construit suivant des caractéristiques du signal analogique émis par un appareil sans-fil et est compliquée à imiter. L'utilisation des empreintes radio permet d'authentifier des appareils de manière plus fiable et plus légère que les algorithmes cryptographiques, pouvant également constituer par exemple une preuve criminalistique. La construction d'une empreinte radio est un processus complexe se basant sur la couche physique des appareils, s'effectuant majoritairement de manière passive. Les méthodes utilisées sont dans la plupart des cas spécifiques à des protocoles de communication sans-fil (Wi-Fi, Bluetooth, GSM...). Les travaux de recherche essayent encore de montrer la possibilité de construire une empreinte radio dans des conditions réelles et non de laboratoire. Les empreintes radio peuvent devenir un nouveau moyen de détecter une intrusion dans un système informatique, servir de preuve d'authentification. Mais dans des situations bien précises, il a été possible de falsifier l'empreinte radio. 

## Définition
L’empreinte radio est une technique qui permet d’identifier un transmetteur grâce à son émission électromagnétique. Plus précisément, elle permet de reconnaître un appareil sans-fil grâce aux caractéristiques présentes dans la forme du signal analogique de celui-ci. En effet, lors du processus de fabrication, la précision de création de chaque composant ne peut pas être parfaite. Par conséquent, il existe nécessairement pour chaque composant une différence entre la valeur voulue et la valeur réellement obtenue. L’intuition derrière la création des techniques d’empreintes radio est que la somme de ces différences minimes est différente entre chaque appareil et ne peut être ni répliquée ni copiée d’un appareil à un autre, tout comme le comportement humain ou les empreintes digitales.

## Applications des empreintes radio

### Authentification
Il est nécessaire dans un contexte informatique de pouvoir s'assurer de l'identité de son interlocuteur. Afin de s'assurer que celui-ci est légitime, les développeurs utilisent généralement des moyens cryptographiques. Cependant ces techniques ne sont pas nécessairement adaptées à des réseaux sans-fils étendus qui peuvent être soumis à de grosses contraintes environnementales et de puissance de calcul. Il est donc nécessaire de trouver de nouvelles techniques d'authentification et les empreintes radios peuvent remplir ce rôle.
De même, il existe des techniques pour se faire passer pour un interlocuteur comme le Mac Spoofing ou encore l'attaque de l'homme du milieu. L'utilisation d'une technique de reconnaissance d'empreintes radio permettrait d'éviter ou de mitiger ce genre d'attaques sur des systèmes informatique sans-fil. En 2019, Tian propose une méthode utilisant les empreintes radio pour prévenir les attaques de l'homme du milieu dans le cadre de l'internet des objets industriel.
Dans le monde de l'internet des objets, les capteurs sont souvent bas de gamme. Ils sont donc soumis à des problèmes de puissance de calcul qui peuvent se révéler problématique pour implémenter les méthodes cryptographiques habituellement utilisées dans de plus gros systèmes. De plus, il est parfois difficile de mettre à jour les clés de chiffrement ou les algorithmes de chiffrement qui sont partagés par les capteurs. Il est donc nécessaire de mettre en place une méthode d'authentification légère et efficace pour ces appareils.

### Criminalistique
L'identité des utilisateurs d'un réseau et de ses services comme Internet sont majoritairement reconnus et enregistrés grâce à leurs comptes utilisateur, leurs adresses IP et leurs adresses MAC. C'est un problème pour les enquêtes criminelles quand les identités virtuelles de personnes et d'appareils ont été entièrement usurpées. En effet, les différentes traces laissées sur les réseaux peuvent amener les enquêteurs à désigner un faux coupable plutôt que d'identifier l'attaquant. Ce problème pourrait être résolu dans les réseaux sans-fil si les empreintes radios peuvent être utilisées comme moyen d'identification d'appareils uniques.

## Construction d'une empreinte radio
Pour identifier précisément un appareil, une empreinte doit être unique c’est-a-dire contenir une ou des informations qui la distingue des autres. C'est-à-dire qu'elles doivent posséder un certain nombre de caractéristiques qui permettent de différencier un appareil des autres sans erreur. De plus, elle doit être stable dans le temps. En effet, si une empreinte diffère selon la période à laquelle elle est prise, la difficulté pour identifier un appareil sera bien plus grande

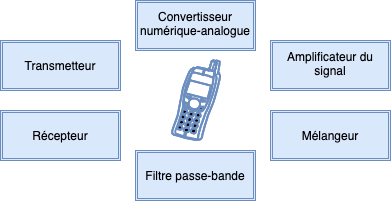
Quelques composants radio d'un téléphone mobile

La construction d'une empreinte radio repose sur les particularités des composants des appareils. Un téléphone mobile est constitué d'un grand nombre de pièces, en particulier celles composant son interface réseau tel que l'émetteur et le récepteur radio, le convertisseur numérique-analogique et analogique-numérique, le filtre passe-bande, ou encore les différents amplificateurs. Chaque composant provenant de la même chaîne de production possède des propriétés différentes. Le standard GSM définit une tolérance d'erreurs pour les transmissions radio. Cette tolérance amène à produire et à commercialiser des téléphones mobiles avec certaines imperfections sur les composants radio. Ces différences apparaissent sur différentes parties du téléphone mobile. Des imperfections peuvent être observées sur les convertisseurs numérique-analogique et analogique-numérique, les oscillateurs, les amplificateurs de puissance des transmetteurs... Ces différentes erreurs peuvent être mesurées et utilisées afin de constituer une empreinte de la fréquence radio d'un téléphone mobile de manière unique,.
La création d'une empreinte radio peut être basée sur : les transitoires, la modulation du signal,, le spectre du signal.

### Identification basée sur les transitoires

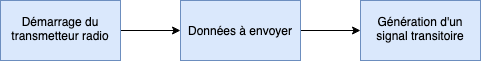
Signal transitoire

Un transmetteur radio qui s'allume et se prépare à envoyer des données produit un signal transitoire dont la fonction est d'atteindre la fréquence utilisée par la transmission. Ce signal transitoire est affecté par les caractéristiques des circuits composant le transmetteur et il a été déterminé que les différences entre chacun des signaux transitoires étaient suffisamment élevées pour permettre l'identification du transmetteur.
L'identification de l'émetteur d'un signal transitoire est constituée de quatre phases : 
1. L'extraction de caractéristiques du signal numérique
2. La détection du début du transitoire grâce à ces caractéristiques
3. L'extraction de l'empreinte radio
4. La comparaison de l'empreinte radio avec celles connues par le récepteur pour identifier le transmetteur

La phase la plus critique dans l'identification de l'émetteur est la phase de détection du début du signal transitoire. En effet, une détection insuffisamment précise peut affecter la phase d'extraction de l'empreinte et ainsi résulter en une erreur d'identification de l'appareil. Selon Jeyanthi Hall en 2003, les caractéristiques associées à la phase du signal sont plus avantageuses à utiliser que celles associées à l'amplitude. Puisque la phase est moins sensible au bruit et aux interférences, l'empreinte radio fluctue moins. De plus, la pente de la phase est linéaire dès le début du transitoire, ce qui rend les algorithmes de détection plus efficaces.
Les différences entre chaque signal transitoire sont trop petites pour empêcher leur comparaison directe. Cependant en appliquant une transformation au signal, on peut suffisamment exacerber ces différences pour permettre l'identification du transmetteur. Cela est possible grâce à la capacité de l'ondelette à détecter les caractéristiques des signaux transitoires et à celle de l'algorithme génétique d'extraire ces caractéristiques du signal.
Il a été montré par Boris Danev en 2009 qu'un récepteur haut-de-gamme combiné à des analyses statistiques pouvait distinguer entre différents appareils d'un même modèle et d'un même constructeur.

### Identification basée sur la modulation du signal

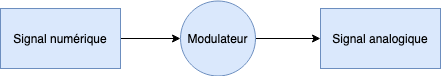
Modulation du signal numérique en analogique

Dans la méthode basée sur la modulation du signal, ce sont les différences par rapport au signal théorique qui sont utilisées pour réaliser l'empreinte radio. On effectue le calcul sur une portion du signal, appelée une trame. Cependant, effectuer la mesure sur plusieurs trames augmente la précision de l'empreinte. En effet, les distorsions causées par les imperfections du matériel seront les mêmes sur plusieurs trames; là où les distorsions causées par le bruit ou l'environnement seront plus aléatoires.
Par opposition à la méthode basée sur les signaux transitoires qui peuvent se révéler très compliqués à détecter, la modulation du signal donne une forme d'onde bien définie et de faible complexité, ce qui rend les opérations sur le signal plus simples.

### Identification propre au standard GSM

#### Identification basée sur la modulation à déplacement minimum gaussien
Pour émettre un signal radio, le téléphone portable doit transformer le signal numérique en un signal analogique. Cette étape d'émission de données est la modulation. Comme pour 802.11, il a été montré qu'il était possible de construire des empreintes radio à partir de la modulation du signal suivant différents paramètres tels que la phase et la fréquence,. En 2010, il a été montré dans des conditions de laboratoires qu'il était possible d'identifier un appareil GSM à partir de la fréquence instantanée et de la synchronisation du signal. Les émetteurs étudiés étaient statiques et limités au nombre de 3.
Les transmissions bursts (en) du protocole GSM, qui sont des transferts de données à haute-fréquence sur de courts intervalles de temps, sont modulées par l'algorithme à déplacement minimum gaussien et ont des valeurs théoriques pouvant être calculées. Les différentes imperfections lors de la fabrication des composants du téléphone portable vont amener à créer un bruit sur les transmissions bursts (en). Il est de ce fait possible de calculer une différence entre les erreurs et le signal désiré. Ce bruit peut être à l'origine de la puissance du signal, la fréquence... Avant de construire l'empreinte radio, il faut éliminer les différentes valeurs pouvant varier de manière aléatoire. Par exemple, le niveau de puissance du signal peut varier en fonction des conditions environnementales. Pour une comparaison invariable, le signal en phase et quadratique peut être normalisé. De plus, les spécifications de GSM obligent d'avoir un niveau de puissance constant durant la transmission burst, il est ainsi plus facile de construire l'empreinte radio.
À partir de là, il a été possible de construire une empreinte radio suivant plusieurs métriques d'erreurs du signal (vecteur d'erreurs...) lors de la modulation à déplacement minimum gaussien. Il a été montré empiriquement qu'il était possible d'identifier de manière unique 16 téléphones mobiles (dont des téléphones similaires) avec un taux de réussite 97.62%. Les conditions expérimentales sont en laboratoire et non dans des conditions réelles sujets au déplacement des appareils, au changement de température...

## Évaluation des performances
Les empreintes radio peuvent être utilisées pour identifier des transmetteurs. Leur principal avantage est que leur extraction se base sur les caractéristiques physiques de l'émetteur et par conséquent est indépendante des données envoyées et ne nécessite pas de modification du matériel. De même, puisqu'elle se base sur la couche physique du modèle OSI, elle est difficilement copiable ou réplicable, ce qui en fait une bonne défense contre les attaques par clonage ou les attaque par l'homme du milieu. De plus, la procédure d'extraction de l'empreinte radio est facile à réaliser en temps réel.
Cependant, selon Linning Peng, en 2019, il est encore nécessaire de réaliser des études plus profondes pour prouver que les empreintes radios sont suffisamment robustes pour être utilisées en conditions réelles. Beaucoup de prototypes expérimentaux ont utilisé un nombre limité d'appareils et sont particulièrement sensibles aux conditions environnementales. De plus, contrairement aux expériences, les phases de test et de classification ne seront pas réalisées sur la même période ou avec le même récepteur.
La qualité du receveur a aussi une implication sur la qualité de l'empreinte radio. Saeed Ur Rehman estime en 2012 que dans la majorité des expériences qui ont été effectuées grâce à des récepteurs dotés de composant de haute qualité. La précision de la classification des empreintes radio varie selon les récepteurs pour un même ensemble d'émetteurs et des récepteurs de basse qualité. Effectivement, les composants analogiques des récepteurs ont leurs propres imperfections qui influent sur et détériorent la qualité des empreintes radios,.
Par conséquent, il est nécessaire de prendre en compte la spécificité de chaque récepteur au moment de l'extraction de l'empreinte radio. Les empreintes sont en réalité uniques à chaque récepteur , et ne peuvent donc pas être transférés d'un appareil à un autre. Il est cependant possible de mettre en place une classification avec des récepteurs de basse qualité  même si le déploiement pratique de l'empreinte radio se montrera plus nettement compliqué.
Les expériences ont montré que la technique basée sur les signaux transitoires a un très faible taux d'erreurs. Elle est efficace pour identifier des transmetteurs sans-fil. Elle a l'avantage de se baser sur les signaux transitoires qui sont communs à tous les transmetteurs. Cependant, elle nécessite un récepteur doté de grosses capacités d'échantillonnage puisque le temps du signal transitoire est très court et des composants trop bas de gamme pourraient compromettre la classification. De plus, elle est très sensible à la position des appareils et des antennes. 
Au contraire, la technique basée sur la modulation du signal est facile à implémenter sur du matériel de basse qualité,. Selon Tian en 2019, les avantages de la technique basée sur la modulation du signal comparés à celle basée sur les signaux transitoires feront que plus de méthodes pour la première seront proposées par la recherche dans le futur.

## Sécurité et falsification

### Détection d'intrusion dans un système informatique
Dans les réseaux sans-fil, il est particulièrement aisé d'usurper une identité. Dans le cas du MAC spoofing, il suffit de récupérer l'adresse d'un appareil légitime qui la diffuse dans le réseau et de modifier la sienne pour accéder au réseau. En 2004, Jeyanthi Hall prouve que les empreintes radios peuvent être utilisées pour identifier les appareils légitimes et les différencier des appareils ayant usurpé une adresse MAC. Puisque les empreintes radios sont dépendantes des caractéristiques de leur matériel qui sont uniques, l'empreinte ne peut pas être forgée à moins que l'entièreté du circuit ne soit répliqué.

### Falsification et usurpation d'identité
L'un des problèmes des méthodes d'authentification basées sur les empreintes radio est qu'elles sont sensibles aux attaques par usurpation d'identité ou aux attaques par rejeu si l'attaquant est plus puissant que le défenseur.
Pour qu'une attaque par usurpation d'identité sur une empreinte radio soit réussie, il n'est pas nécessaire que l'empreinte radio de l'attaquant soit parfaite. En effet, il suffit que les différences entre l'empreinte radio légitime et l'empreinte radio forgée soit inférieure au seuil de tolérance de l'application.
Dans une telle attaque, le but de l'usurpateur est de rejouer le signal d'un utilisateur légitime pour que le système d'authentification soit compromis et que le récepteur ne soit pas capable de différencier entre un appareil légitime et un appareil pirate.
En 2010, Boris Danev met en place deux techniques pour attaquer un récepteur. Il considère alors que l'attaquant est en possession de tout le matériel nécessaire pour mesurer et reproduire n'importe quel signal n'importe où et qu'il peut construire un deuxième récepteur pour simuler toute la création de l'empreinte par le receveur.
- Usurpation par rejeu de caractéristiques : dans cette attaque, le signal radio de l'attaquant est modifié de manière que ses caractéristiques se rapprochent de celles de l'appareil usurpé. Cette attaque suppose que l'attaquant connaisse les caractéristiques et l'algorithme utilisés par le défenseur pour créer l'empreinte radio[39].
- Usurpation par rejeu de signal: Dans cette attaque, le signal radio de l'appareil usurpé est enregistré et retransmis sans aucune modification. Il n'y alors pas besoin que l'attaquant connaisse les caractéristiques et l'algorithme utilisés par le défenseur pour créer l'empreinte radio[39].

Cependant, Boris Danev a utilisé un équipement très sophistiqué pour mettre en place ses attaques et des capacités illimitées de l'attaquant sur le système, ce qui rend l'attaque impraticable en temps réel.